# 10857 Blüthner
(10857) Bluthner, denumire internațională (10857) Blüthner, este un asteroid din centura principală de asteroizi.

## Descriere
10857 Blüthner este un asteroid din centura principală de asteroizi. A fost descoperit pe 5 martie 1995 la Tautenburg de Freimut Börngen. Asteroidul prezintă o orbită caracterizată de o semiaxă mare de 2,38 ua, o excentricitate de 0,16 și o înclinație de 2,5° în raport cu ecliptica.